# Єфремівка (Баштанський район)
Єфре́мівка — село в Україні, у Вільнозапорізькій сільській громаді Баштанського району Миколаївської області. Населення становить 316 осіб. До 2020 року орган місцевого самоврядування — Новополтавська сільська рада.

## Населення

### Мова
Розподіл населення за рідною мовою за даними перепису 2001 року:
| Мова       | Кількість | Відсоток |
| ---------- | --------- | -------- |
| українська | 296       | 93.67%   |
| російська  | 18        | 5.69%    |
| білоруська | 1         | 0.32%    |
| румунська  | 1         | 0.32%    |
| Усього     | 316       | 100%     |